# John Churchill

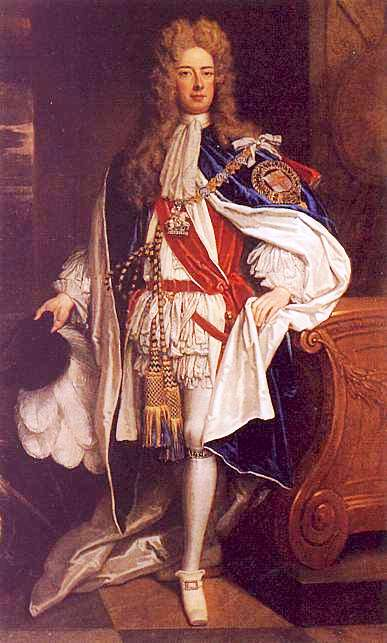
John Churchill, Marlborough első hercege, a Térdszalagrend díszöltözetében

John Churchill (1650. május 18. – 1722. június 16.), Marlborough első hercege, a Térdszalagrend lovagja, királyi titkos tanácsos, a brit hadsereg főparancsnoka a spanyol örökösödési háborúban. Sokan tartják a valaha élt legnagyobb brit katonai géniusznak. Sir Edward Creasy történész szerint „…sosem vívott csatát, amit meg ne nyert volna, sosem ostromolt helyet, amit be ne vett volna.”

## Fiatalkora
John Churchill röviddel az angol polgárháború után született Elizabeth és Sir Winston Churchill házasságából. Tanulmányait a londoni St Paul’s Schoolban végezte. Valószínűleg már ekkor, az iskola könyvtárában megismerkedett a katonai stratégia alapjaival. Apja a gavallérok oldalán harcolt a polgárháborúban, ami miatt igen szerény körülmények között éltek. A köztársaság bukása után azonban a II. Károly iránti hűségét többek között azzal jutalmazták, hogy a 17 éves fiút felvették Jakab yorki herceg (a király öccse), az admiralitás első lordjának udvartartásába. A történet kevésbé mesés változata szerint karrierjét nővére, Arabella indította el, őt ugyanis tündöklő szépségének köszönhetően felvették a herceg feleségének udvartartásába. A Csehszlovákiában kiadott Otto-lexikon szerint:
„Arabella a hercegnő udvarhölgye, később pedig a herceg hivatalos metresze lett. Befolyása révén nevezték ki gárdahadnaggyá Marlborough-t, aki nem műveltségével, hanem bátor fellépésével szerezte meg a herceg kegyét, és fényes karriert futott be.”
A Földközi-tengeren, majd az utolsó (harmadik) angol–holland tengeri háborúban (1672–1674) a tengerészgyalogság tisztjeként szolgált. A solebayi csatában (1672. június 7-én) egy osztag parancsnokaként nyújtott teljesítményének hatására Jakab zászlósból századossá léptette elő. Egyúttal átvezényelte az admirális ezredéhez, mert az a csatában négy századosát veszítette el. 1674-ben az ezred egy zászlóalját irányította az enzheimi csatában, majd részt vett Maastricht ostromában. Ezek voltak első tapasztalatai a szárazföldi hadviselésben. Itt hívta fel magára a francia udvar figyelmét, aminek nyomán az elzászi hadszíntérre került, és a kor egyik legjelentősebb hadvezére, Turenne marsall alatt szolgált.

## Házassága és főnemessége
A háború 1674-ben véget ért, és Churchill visszavonult a katonai szolgálattól. 1678. október 1-jén feleségül vette Sarah Jenningset, aki később, amíg Churchill a kontinensen harcolt, hevesen védelmezte férje érdekeit az udvarnál.
1682-ben Churchill, Eyemouth lordja néven skót főnemes lett. Az ezt követő években Spanyolországban és a korábbi ellenségnél, Hollandiában teljesített diplomáciai szolgálatot, főként a francia érdekek érvényesülése ellen küzdve.
1685-ben II. Károly törvényes leszármazott nélkül halt meg, így öccse, a yorki herceg lett II. Jakab néven az új király. Ő nem sokkal később angol főnemessé – Sandridge bárójává – emelte.

## II. Jakab és a „dicsőséges forradalom”
Néhány hónapon belül felkelések sora tört ki az új király ellen. Ezek egyikét James Scott, Monmouth hercege, II. Károly törvénytelen fia vezette. 1685-ben Churchillt vezérőrnaggyá és a királyhű erők főparancsnokává nevezték ki, de rövidesen Feversham grófja, Louis de Duras alá rendelték. Valószínű, hogy ez a bizalomhiány rendítette meg Churchill Jakab iránti bizalmát. Mindazonáltal továbbra is kitüntette magát a harcokban, és a hadsereg jelentős személyiségévé vált.
1688-ban Orániai Vilmos a protestáns nemesség jelentős részének támogatásával partra szállt Angliában. (Ez volt az utolsó sikeres invázió az ország ellen.) A nemesség Jakabnak az abszolút monarchia restaurációjára, a katolicizmus támogatására és az anglikán egyház esetleges felszámolására irányuló törekvései miatt állt Vilmos mellé. Novemberben Jakab altábornaggyá nevezte ki Churchillt, és utasította, hogy szálljon szembe a támadókkal, Churchill azonban átállt Vilmos oldalára. A hadsereg jelentős része követte, rendkívül nehéz helyzetbe hozva Jakabot, aki Franciaországba menekült anélkül, hogy felvette volna a harcot. A később „dicsőséges forradalomnak” elkeresztelt államcsíny a vártnál lényegesen kevesebb vérontással járt, bár Jakab hívei az alapvetően katolikus Skóciában és Írországban is felkeltek. Szolgálataiért Vilmos a király titkos tanácsosává (Privy Councellor, PC) tette és Marlborough grófjává emelte Churchill-t.
1689-ben, a pfalzi örökösödési háborúban már Marlborough-ként vezette a franciák ellen harcoló brit kontingenst Flandriában, majd a következő évben az elhúzódó írországi felkelés ellen küzdve az általa vezetett csapatok foglalták el Corkot és Kinsale-t.
A következő években nem jutott jelentős szerephez a közéletben, mert Vilmos nem bízott a Stuartok korábbi híveiben. Hogy Vilmos bizalmatlansága mennyire nem volt megalapozatlan, az 1692-ben bizonyosodott be, amikor kiderült, hogy Marlborough titkon levelezik Jakabbal. Kegyvesztetté vált, és a csodával határos, hogy semmi egyéb kára nem származott az árulásból. Mi több, folytatta intrikáit, és tájékoztatta a franciákat a kontinensen harcoló angol csapatok mozgásáról. Jellemző kétszínűségével azonban mindig talált módot arra, hogy az információk túl későn jussanak az ellenséghez, így nem vehették hasznukat. Annak ellenére, hogy Marlborough rendszeres kapcsolatot tartott Anglia ellenségeivel, nagy veszély idején sosem hagyta cserben Vilmost úgy, mint Jakabot. Ebben az időben leginkább említendő tevékenységeként a Hudson-öböl Társaság elnöke volt. Róla kapta a nevét a kanadai Manitoba államban található Churchill városa, amely ekkoriban a Társaság egyik előőrse volt.

## Katonai szolgálat a kontinensen

XIV. Lajos kísérletet tett a francia és a spanyol korona országainak egyesítésére

### A spanyol örökösödési háború kezdete
Legközelebb a spanyol örökösödési háborúban (1701–1714) került előtérbe.
A (sterilitása miatt) gyermektelenül meghalt II. Károly spanyol király utódául XIV. Lajos unokáját, Anjou hercegét jelölte. Az így létrejövő túlzott hatalomkoncentráció megakadályozására szövetségre lépett a többi európai hatalom — Nagy-Britannia, Hollandia, Ausztria, valamint a Német-római Birodalom kis fejedelemségeinek többsége — ezek Habsburg Károly főherceg trónigényét támogatták. A franciaellenes koalícióhoz hamarosan csatlakozott Portugália és Savoya is. Bár III. Vilmos 1702-ben meghalt, de a szövetség folytatta a háborút. E háborúban Marlborough úgy kitüntette magát, mint korábban angol hadvezér még soha. Karrierje hazájában is ekkor ért a csúcsra.
Vilmos király utódja, Anna királynő teljesen kegyencnőjének, Marlborough feleségének, Sarah Churchillnek befolyása alatt állt, így Marlborough élvezte a királynő bizalmát és jóindulatát. Anna közvetlenül trónra lépése után a Térdszalagrend lovagjává ütötte, tábornagyi rangra emelte, és táborszernaggyá (Master-General of the Ordnance) nevezte ki. Még abban az évben (1702-ben) az angol–francia konfliktus nyílt háborúvá fajult, és Lord Marlborough lett a szövetséges csapatok főparancsnoka.

### Az első hadjáratok
Az 1703-as hadjárat nem döntötte el a háborút, de Marlborough meghatározó előnyt szerzett a Hollandia megszállására törő XIV. Lajossal szemben azzal, hogy elfoglalta a spanyol-németalföldi Venlo és Roemond erődítményeit és lerohanta Lajos két szövetségesét, a Kölni érsekséget és a Liège-i Püspökséget. Ezekért a győzelmekért elnyerte a Blandford márkija és a Marlborough hercege címeket. Neki tulajdonítják egy katonai stratégiai iskola alapítását. A kor tábornokai a régi iskola szerinti, „úriemberhez méltó” ütközeteket vezettek, amelyekben egymással szemben szabályosan felállított hadseregek frontálisan csaptak össze, általában hatalmas vérontással. Velük szemben Marlborough a csatamezőn, de különösen a csata előtti hadműveletekkel igyekezett a lehető legnagyobb előnyt szerezni az ellenfél megtévesztésével, bekerítésével, váratlan támadásokkal stb. Egy alkalommal mindössze 80 fős veszteséggel megadásra kényszerített egy 60 000 fős francia sereget és elfoglalta fél Brabantot. Ha viszont a szükség úgy hozta, nem hátrált meg a heves és véres csatákból sem. Hidegvérű bátorsággal maga vezette embereit a legvadabb küzdelmekbe, és ezzel általános csodálatot váltott ki.
Jelentősen megújította a hadtáp működését is. A kor hadseregei gyakran a környező vidék kifosztásával tartották fenn magukat, ő azonban mindig gondosan ügyelt arra, hogy embereit megfelelően élelmezzék és felszereljék.

### Höchstädt és más győzelmek
Igazán az 1704-es hadjáratban csillogtathatta meg képességeit. Hadserege kezdetben a Rajna alsó szakasza és a Maas (Meuse) mentén állomásozott, hogy Hollandiát védelmezze. XIV. Lajos azonban a Német-római Birodalom déli területein felvonultatott egy másik hadsereget is, amely egyesült bajor szövetségesével, ellenőrzése alá vonta a Duna felső folyását, komolyan fenyegetve ezzel Ausztriát. Marlborough hamar felismerte, hogy a bajor hadszíntér stratégiailag jelentősebb a németalföldinél, így csapatait – köztük a vonakodó hollandokat – gyorsan átvonultatta Bajorországba. Sorozatos elterelő hadműveletekkel megtévesztette a franciákat, akik azt gondolták, hogy Elzász ellen készül. Amíg összevonták erőiket a tartomány védelmére, Marlborough erőltetett menetben átvonult Württembergen, és megérkezett a Duna völgyébe.  Donauwörth mellett, Schellenbergben megostromolta a megerődített bajor tábort, majd az ellenség és Ausztria közé helyezkedve elzárta a Bécs felé vezető utat. Csatlakozott hozzá Savoyai Jenő, így kellően megerősödött, hogy az 56 000 főt számláló francia-bajor seregek ellen vonuljon. 1704. augusztus 13-án a felső-dunai Blindheim (angolosan Blenheim) község mellett vívott höchstädti csatában fényes győzelmet aratott. Ez kezére juttatta egész Bajorországot, és arra kényszerítette a francia csapatokat, hogy egészen a Rajnán túlra hátráljanak, és többé nem voltak képesek fenyegetni a német területeket. Marlborough ahogy jött, olyan gyorsan vissza is tért a Maas folyó mellé, és tavasszal már Spanyol Németalföldet fenyegette.

### Későbbi csaták

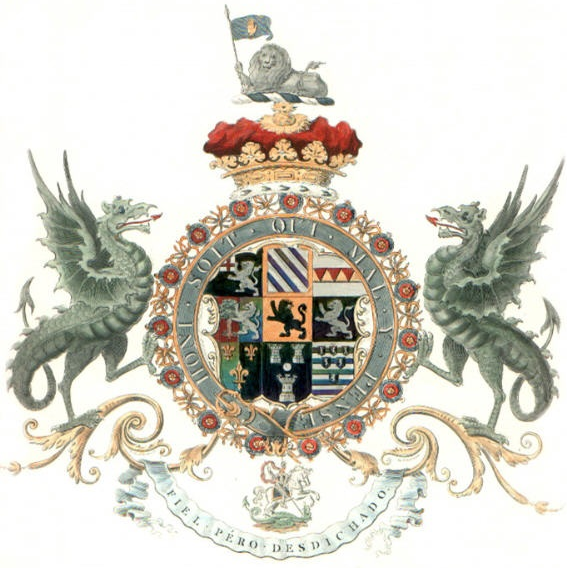
John Churchill, Marlborough első hercegének címere

1705-ben Marlborough-nak le kellett tennie arról, hogy nagy támadást vezessen a Mosel völgyében, mivel Savoyai Jenőt Itáliába vezényelték. Ezért úgy döntött, hogy Spanyol-Németalföldön fog támadni. XIV. Lajos csapatai (Villeroi marsall parancsnoksága alatt) az Antwerpentől Namurig húzódó hosszú vonalon álltak fel, amelynek gyenge pontjait erődítmények védték. Marlborough hercege Waterloo mellett szeretett volna döntő csatát vívni, de erre nem nyílt lehetősége, mivel a holland kormány visszavonta katonáit. Tavasszal azonban sikerült rákényszerítenie Villeroi-t, hogy Namur védelmére vonja össze erőit. A ramillies-i csatában a franciák megsemmisítő vereséget szenvedtek, aminek eredményeként Brüsszel, Antwerpen, Gent, Brugge, egész Flandria és Hainaut is Marlborough uralma alá jutott, csak Mons és Namur maradt francia kézen.
Marlborugh diplomáciai képességei összemérhetőek voltak katonai tehetségével. A franciaellenes szövetségben senki más nem lett volna képes együtt tartani egy ilyen sokszínű haderőt, amely ügyes irányítása nélkül rövid idő alatt elemeire hullott volna. Egy államférfi minden adottságával rendelkezett: türelmes, tapasztalt és gyakorlatias volt. 1707-ben XII. Károly svéd király, XIV. Lajos régi szövetségese egy vitát követően megtámadta Szászországot. Marlborough, abbéli aggodalmában, hogy Svédország a franciák oldalán beavatkozik a háborúba, Károly szászországi táborába sietett, és rábeszélte a visszavonulásra anélkül, hogy egyetlen puskalövés eldördült volna. Rendszeresen sikerrel kezelte az alá beosztott holland katonák engedetlenkedéseit is. Marlborough sikerei egyre szaporodtak, s ennek nyomán elnyerte a Német-római Birodalom hercege és Mindelheim hercege címeket.

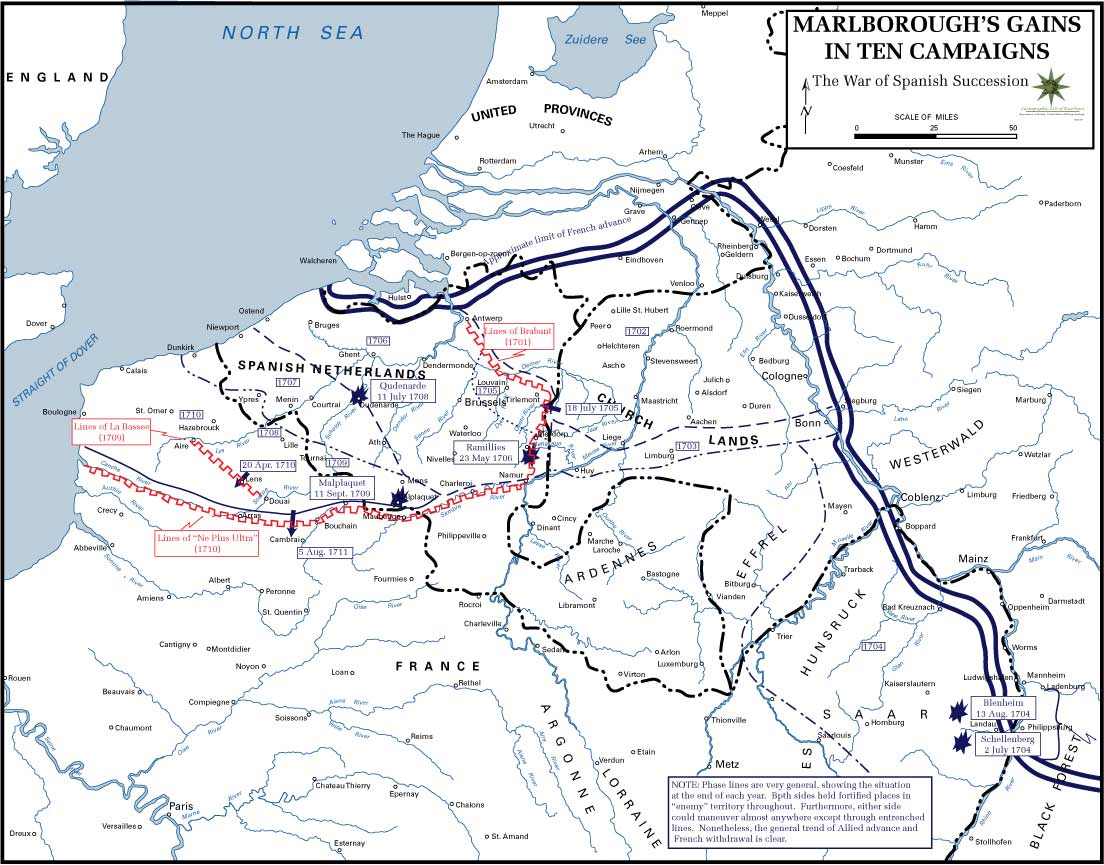
Malborough németalföldi hadjáratai.

Savoyai Jenő Itáliában hasonló sikereket ért el: 1707 szeptemberében elfoglalta Milánót és Piemontot, és a franciákat az Alpok mögé kényszerítette vissza. XIV. Lajos Spanyolországban is súlyos veszteségeket szenvedett: Katalóniában Károly herceget támogató felkelés tört ki, a Kelet-Spanyolországban támadó angol-osztrák csapatok pedig elfoglalták Barcelonát és egészen Madridig nyomultak előre, amelyet szintén bevettek. Végül Lajos arra kényszerült, hogy békét kérjen, amelyben felajánlotta, hogy lemond unokájának spanyol trónigényéről és egész Spanyol Németalföldről, ha cserében megtarthatja az itáliai spanyol birtokokat. A német szövetségesek és a hollandok hajlottak az egyezségre, de a császár mindenképpen meg akarta szerezni Milánót, Marlborough pedig annyira szerette a háborúval neki jutott gazdagságot és dicsőséget, hogy azt tanácsolta Londonnak, utasítsa el az ajánlatot.
Így is történt, ám az 1708-as francia ellentámadásban a szövetségesek szinte minden addigi spanyolországi hódításukat elvesztették, Németalföldön pedig a franciák kezére jutott Gent. Eközben csökkent Marlborough feleségének befolyása az udvarnál, amivel a herceg helyzete is bizonytalanná vált. Mindazonáltal Marlborough hercege Oudenarde-nál újabb győzelmet aratott a francia csapatok felett. 1708. július 11-én a francia hadsereg maradéka visszahúzódott Franciaországba. Marlborough, megerősödve Jenő herceg csapataival, tovább üldözte őket, mélyen benyomult francia területre, és hosszú ostrom után, 1708. december 9-én elfoglalta Lille-t. XIV. Lajos jobban megszégyenült, mint 1706-ban. Ismét békét ajánlott, ám a szövetségesek lehetetlen feltételeket támasztottak: Strasbourg és egyéb határ menti erődök feladását, valamint garanciát arra, hogy sereget küld Spanyolországba saját unokájának eltávolítására, amennyiben az nem hajlandó önként távozni a trónról. Ezt Lajos nem tudta elfogadni, mondván „Ha harcolnom kell, hadd harcoljak az ellenségeim, és ne a saját vérem ellen”. Felszólította az országot, hogy szálljon szembe a támadókkal. Bár seregei éheztek, a kincstár pedig üres volt, az ország rendkívüli erőfeszítéssel kiállított egy 100 000 fős haderőt, amelyet Villars marsall parancsnoksága alá rendeltek. A hadsereget a Marlborough-tól ostromlott Mons felszabadítására küldték. Bár a franciák erősen elsáncolták magukat, Marlborugh – nagy veszteségek árán – legyőzte őket a malplaquet-i csatában. A győzelem után Mons elesett, a herceg pedig Artois és Flandria francia kézen levő erődítményei ellen vonult.

## Elbocsátása az udvartól

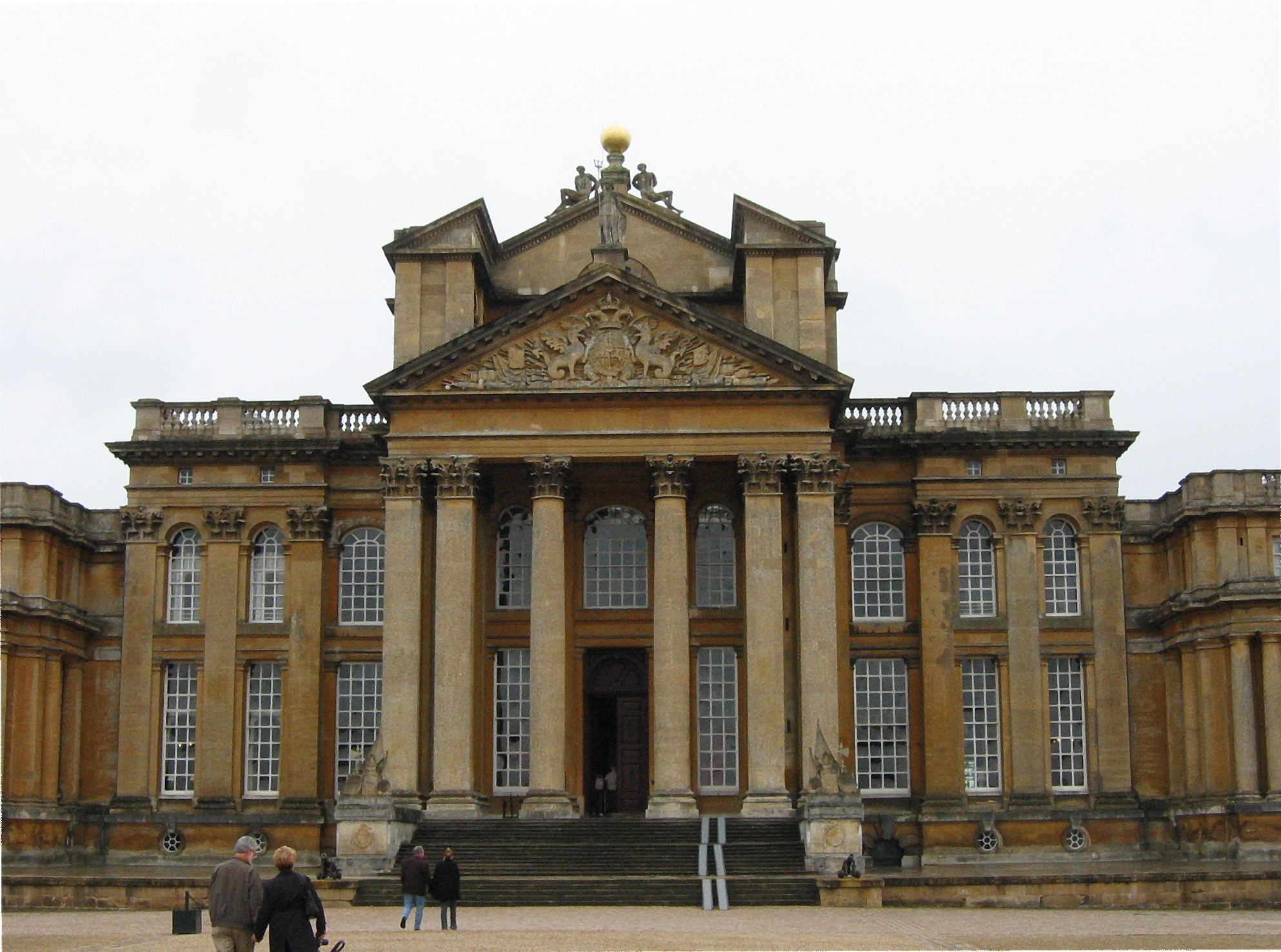
Blenheim Palota főbejárata

Marlborough katonai sikereinek és udvari karrierjének az 1710-es év két eseménye vetett véget:
- Anna királynő végleg megszabadult Sarah Churchilltől, a herceg feleségétől, akit megfosztott minden hivatalától és
- megbukott a háború folytatása mellett elkötelezett whig kormány.

Ez utóbbi külön hátrányos Marlborough-nak, mert közeli rokona volt a whig főminiszter Lord Godolphin, akinek fia a herceg lányát vette feleségül. Az új, tory kormány azonnal tárgyalni kezdett a franciákkal. A herceg áttört Villars megerősített vonalain, bevette Bouchaint, és felkészült, hogy benyomuljon Pikárdiába, de ekkor visszarendelték Londonba, leváltották, és James Butlert, Ormonde hercegét nevezték ki a helyére. Churchillt sikkasztással vádolták meg, amiben egyébként vitathatatlanul bűnös volt – erkölcsi tartása elmaradt katonai zsenijétől, és közismerten módfelett szerette a pénzt. 1711-ben bebizonyosodott, hogy 2,5 % jutalékot kapott I. József császártól a britek által Ausztriának fizetett támogatásokból. Hihetetlenül sok pénzt, 150 000 fontot sikkasztott így el. A serege ellátásáról gondoskodó hadiszállítóktól több mint 60 000 font kenőpénzt fogadott el. Az Otto-lexikon szerint: „Marlborough diplomáciai és hadvezéri sikereit beszennyezte alantas haszonlesése és határtalan becsvágya”.
Hiába ismert be mindent és hivatkozott arra, hogy a háború idején bevett szokások szerint járt el, hírneve komolyan megszenvedte az ügyet, és a herceg a kontinensre vonult vissza. Nagy-Britannia és Franciaország 1713-ban megkötötte az Utrechti szerződést; Marlborough sikereinek legjelentősebb hozadéka az európai francia hegemónia megtörése volt.

## Visszatérés Angliába, az utolsó évek
Anna királynő 1714. augusztus 1-jén meghalt, utóda I. György király lett. Marlborough visszatért Angliába, de már nem sikerült a hatalom közelébe jutnia, mivel hírneve annyira megsínylette pénzügyi üzelmeinek nyilvánosságra kerülését, hogy – bár ismét whig kormány volt hatalmon – korábbi párttársai sem látták volna szívesen a kormány élén. Megkapta azonban a „hadsereg főparancsnoka” jól jövedelmező, bár névleges címét. Hátralevő idejét a közélettől visszavonultan új otthona, az első nagy győzelmének helyéről elnevezett Blenheim kastély építésével töltötte – a kastély azonban haláláig nem készült el. 1722-ben halt meg; addigra már paralízisben és agylágyulásban szenvedett. Felesége, Sarah Churchill 1730-ban síremléket építtetett a kápolnához, és a westminsteri apátságból oda szállíttatta a herceg holttestét.

## Gyermekei, utódai
Marlborough-nak és feleségének hét gyermeke született:
- Harriet Churchill (1679. október – 1698 előtt).
- Henrietta Churchill, (1681. július 19. – 1733. október 24.). Férje: Francis Godolphin, Godolphin 2. grófja
- Anne Churchill (1683. február 27. – 1716. április 15.). Férje: Charles Spencer, Sunderland 3. grófja
- John Churchill (1686. február 13. – 1703. február 20.).
- Elizabeth Churchill (1687. március 15. – 1714. március 22.). Férje: Scroop Egerton, Bridgewater 1. hercege
- Mary Churchill (1689. július 15. – 1751. május 14.). Férje: John Montagu, Montagu 2. hercege
- Charles Churchill (1690. augusztus 19. – 1692. május 22.).

Mivel fiai előtte haltak meg, a Parlament engedélyével a hercegi cím legidősebb élő leányára, Lady Henrietta Churchillre szállt. Tőle unokaöccse, Lady Anne Churchill és Charles Spencer fia, Charles örökölte a címet, Marlborough későbbi hercegei az ő egyenes ági leszármazottai.
Marlborough a házassága előtt közeli kapcsolatot tartott Barbara Villiers-zel, Cleveland hercegnőjével, akinek első leánya, Barbara Fitzroy általános történészi vélekedés szerint Churchill törvénytelen gyermeke.
Kései leszármazottjai közé tartozik még Winston Leonard Spencer Churchill is, Nagy-Britannia második világháborús miniszterelnöke, a 20. század legnagyobb formátumú politikusainak egyike.